# Days of Purgatory
Days of Purgatory è una raccolta del gruppo musicale power-thrash metal Iced Earth, pubblicata nel 1997 dalla Century Media Records.

## Il disco
Il disco contiene rivisitazioni e rimaneggiamenti di brani risalenti al primo demo, Enter the Realm, e ai successivi due album in studio (Iced Earth e Night of the Stormrider).
Il titolo è un velato richiamo al nome che aveva precedentemente il gruppo fondato da Jon Schaffer: Purgatory.

## Edizioni
Nella versione a doppio-disco sono contenute ulteriori riregistrazioni e quelle provvisorie riguardanti il terzo album in studio, Burnt Offerings.

## Tracce
1. Enter the Realm - 0:54
2. Colors - 4:50
3. Angels Holocaust - 4:53
4. Stormrider - 4:47
5. Winter Nights - 3:55
6. Nightmares - 3:42
7. Pure Evil - 6:33
8. Solitude - 1:44
9. When the Night Falls - 9:01
10. Desert Rain - 6:56
11. The Funeral - 6:15
12. Cast in Stone - 5:59
13. Reaching the End - 1:11
14. Travel in Stygian - 9:32
15. Iced Earth - 5:22

## Edizione doppia

### Disco 1
1. Enter the Realm - 0:54
2. Colors - 4:50
3. Angels Holocaust - 4:53
4. Stormrider - 4:47
5. Winter Nights - 3:55
6. Nightmares - 3:42
7. Before the Vision - 1:35
8. Pure Evil - 6:33
9. Solitude - 1:44
10. Funeral - 6:15
11. When the Night Falls - 9:01

### Disco 2
1. Burnt Offerings - 7:22
2. Cast in Stone - 5:59
3. Desert Rain - 6:56
4. Brainwashed - 5:22
5. Life and Death - 6:07
6. Creator Failure - 6:02
7. Reaching the End - 1:11
8. Travel in Stygian - 9:32
9. Dante's Inferno - 16:26
10. Iced Earth - 5:22

## Formazione
- Matthew Barlow - voce
- Randall Shawver - chitarra
- Jon Schaffer - chitarra
- James McDonough - basso